# فرد باري
فرد باري (بالإنجليزية: Fred Barry)‏ هو لاعب كرة قدم أمريكية أمريكي، ولد في 31 يوليو 1948 في واشنطن في الولايات المتحدة.

## وصلات خارجية
- فرد باري على موقع مرجع كرة القدم المحترفة.كوم (الإنجليزية)